# Battaglia di Cartagine (238)
La battaglia di Cartagine fu combattuta il 12 aprile 238 nelle vicinanze dell'antica città punica tra le forze fedeli all'imperatore romano Massimino il Trace e quelle degli imperatori Gordiano I e Gordiano II, che si erano ribellati a Massimino in Africa.

## Battaglia
Mentre i due Gordiano avevano il sostegno della popolazione della provincia d'Africa e del Senato romano, Massimino aveva come alleato il governatore della Numidia, Capeliano, che in passato era stato anche avversario di Gordiano in una causa legale. Si racconta che Capeliano disponesse di milizie meglio addestrate ed equipaggiate, potendo contare sull'unica legione della zona, la III Augusta, mentre il rivale Gordiano II aveva un contingente mal equipaggiato, mal addestrato e indisciplinato, seppure più numeroso. La battaglia che avvenne poco distante dalle mura di Cartagine decretò la fine dei due Gordiani, poiché il figlio morì in battaglia, o comunque risultò disperso.
Frattanto di coloro che avevano sostenuto i due Gordiani in battaglia, pochi si salvarono riuscendo a raggiungere la vicina città. Gli altri, invece, furono incalzati fin sotto le mura e macellati sotto gli occhi dei loro stessi figli e mogli. Poi Capelliano riuscì ad entrare in città, e quando il vecchio Gordiano, apprese la notizia della morte del figlio, per il dolore si suicidò, impiccandosi, ponendo così fine alla rivolta contro Massimino. Poi Capelliano, mise a morte tutti coloro che avevano sostenuto la rivolta e ne confiscò i loro beni.